# Steinberg-Dörfl
Steinberg-Dörfl (ungarisch Répcekőhalom-Dérföld bzw. Kőhalom, kroatisch Štamperak-Drfelj) ist eine Marktgemeinde im Burgenland im Bezirk Oberpullendorf in Österreich mit 1315 Einwohnern (Stand 1. Jänner 2024).

## Geografie

### Geografische Lage
Die Gemeinde liegt im Mittelburgenland im oberen Rabnitztal. Ortsteile der Gemeinde sind: Dörfl und Steinberg. Beides sind typische Straßendörfer.

### Gemeindegliederung
Das Gemeindegebiet umfasst folgende zwei Ortschaften (in Klammern Einwohnerzahl Stand 1. Jänner 2024):
- Dörfl (531)
- Steinberg (784)

Die Gemeinde besteht aus den Katastralgemeinden Dörfl und Steinberg.

### Nachbargemeinden
| Draßmarkt   | Stoob                                       | Oberpullendorf            |
| Piringsdorf | Kompassrose, die auf Nachbargemeinden zeigt | Frankenau-Unterpullendorf |
| Lockenhaus  | Oberloisdorf                                |                           |

## Geschichte

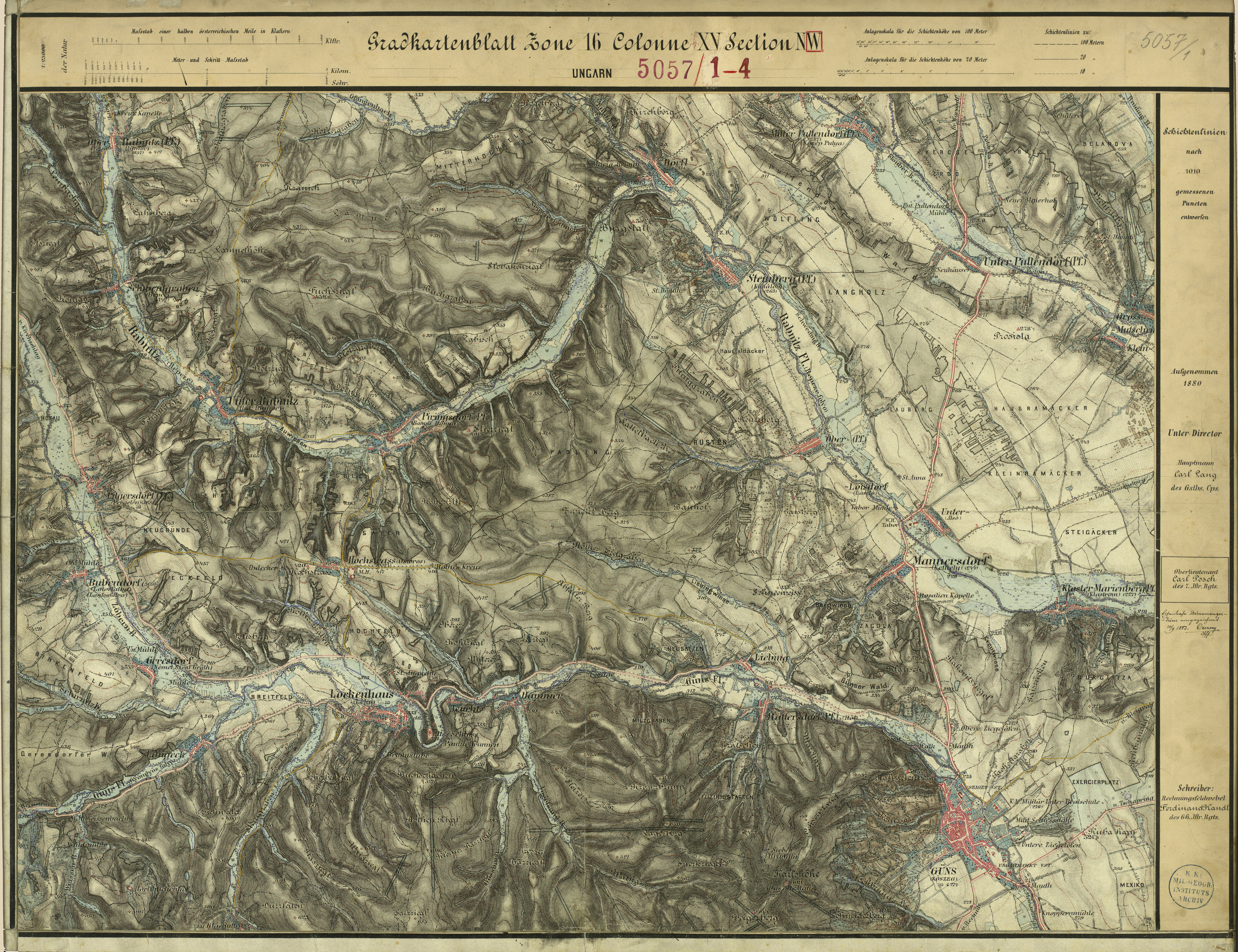
Dörfl und Steinberg (Mitte oben) um 1880 (Aufnahmeblatt der Landesaufnahme)

Vor Christi Geburt war das Gebiet Teil des keltischen Königreiches Noricum und gehörte zur Umgebung der keltischen Höhensiedlung Burg auf dem Schwarzenbacher Burgberg.
Unter römischer Herrschaft lagen die heutigen Orte Steinberg und Dörfl in der Provinz Pannonia.
Die Dörfer Steinberg und Dörfl gehörten wie das gesamte heutige Burgenland bis 1920/21 zu Ungarn (Deutsch-Westungarn).
Nach Ende des Ersten Weltkriegs wurde nach zähen Verhandlungen Deutsch-Westungarn in den Verträgen von St. Germain und Trianon 1919 Österreich zugesprochen. Die beiden Orte gehören seit 1921 zum neu gegründeten Bundesland Burgenland (siehe auch Geschichte des Burgenlandes).
Die Marktgemeinde Steinberg-Dörfl entstand 1971 aus der Marktgemeinde Steinberg an der Rabnitz und der Gemeinde Dörfl (durch VO 5 erfolgte Weiterverleihung).

## Kultur und Sehenswürdigkeiten

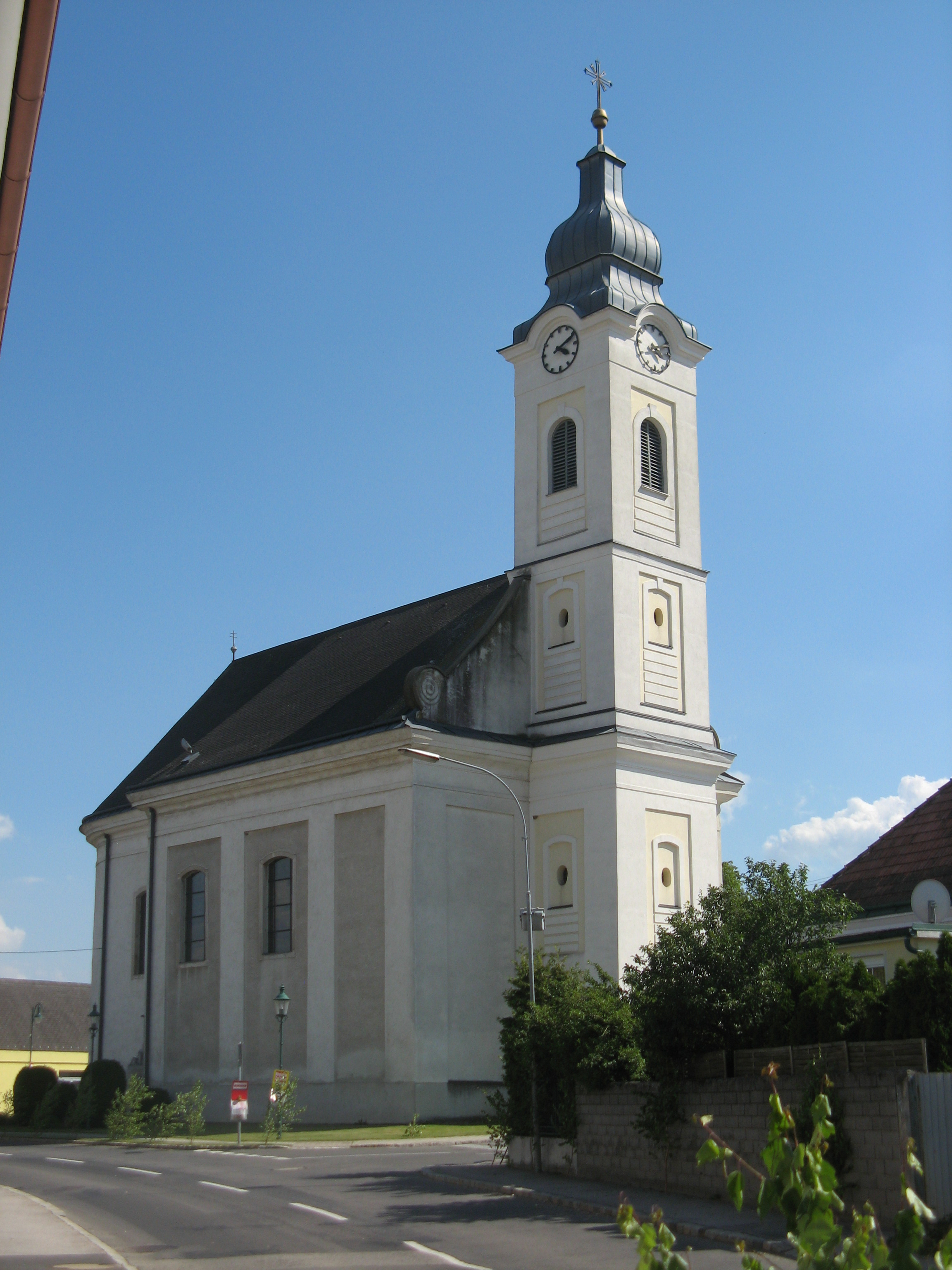
Pfarrkirche Steinberg an der Rabnitz

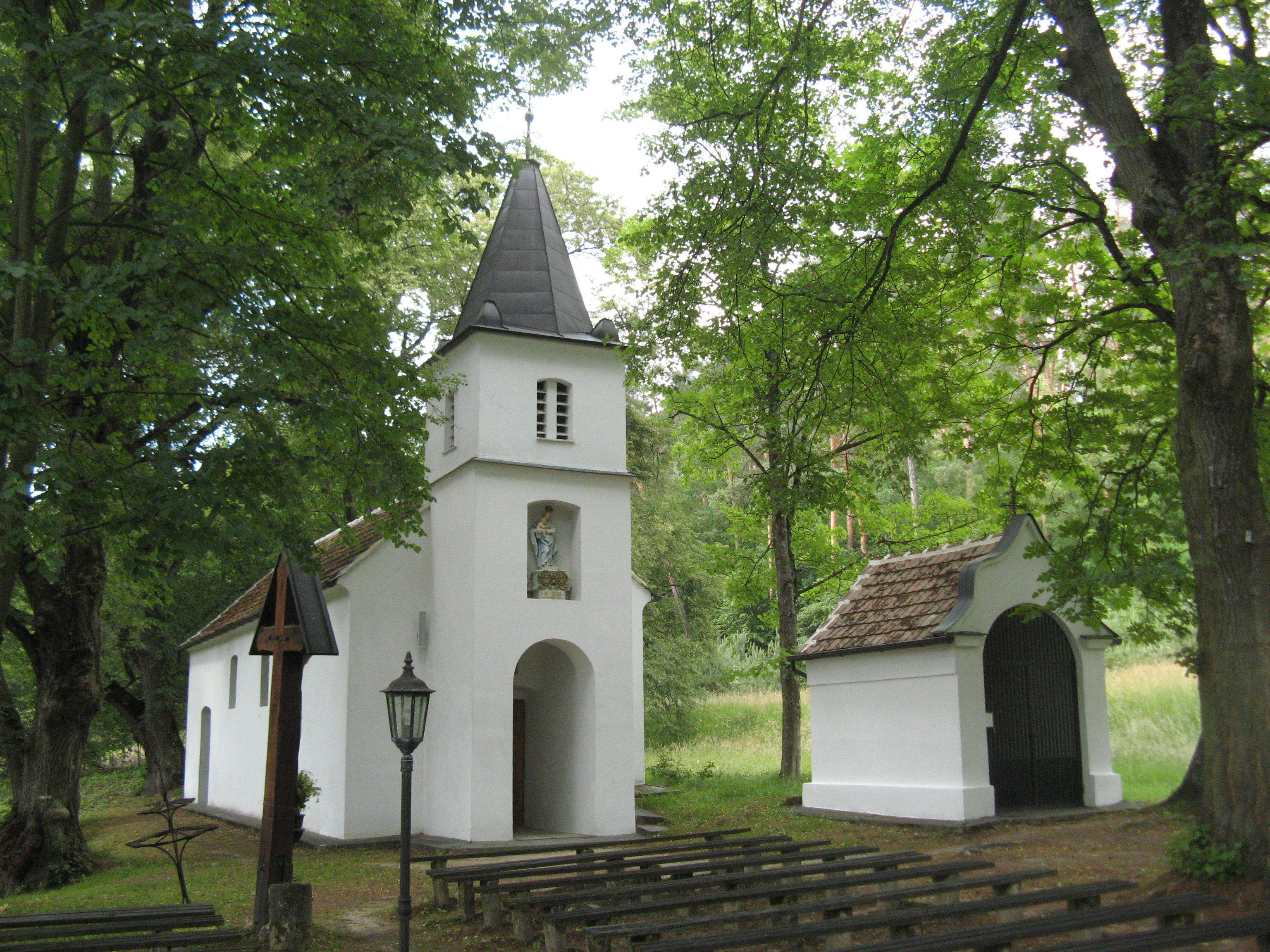
Wallfahrtskapelle Maria Bründl in Dörfl

### Steinberg
- Katholische Pfarrkirche Steinberg an der Rabnitz hl. Wenzel
- Neue Mittelschule & Hauptschule Marianum Steinberg der Schwestern vom Göttlichen Erlöser
- Blaudruckerei Koó

### Dörfl
- Filialkirche hl. Michael
- Wallfahrtskapelle Maria Bründl
- Alte Schmiede mit originaler Einrichtung um 1900

## Wirtschaft und Infrastruktur

### Wirtschaftssektoren
In den Jahren 1999 bis 2010 nahm die Anzahl der landwirtschaftlichen Betriebe von 45 auf 24 ab. Im Jahr 2010 wurden fünf Betriebe im Haupterwerb geführt, fünfzehn im Nebenerwerb und fünf von juristischen Personen. Jede dieser Betriebsarten bewirtschaftete rund ein Drittel der landwirtschaftlich genutzten Fläche. Diese nahm von fast 9000 Hektar im Jahr 1999 auf unter 1000 Hektar 2010 ab.
| Wirtschaftssektor            | Anzahl Betriebe | Anzahl Betriebe | Erwerbstätige | Erwerbstätige |
| Wirtschaftssektor            | 2011            | 2001            | 2011          | 2001          |
| ---------------------------- | --------------- | --------------- | ------------- | ------------- |
| Land- und Forstwirtschaft 1) | 25              | 45              | 9             | 10            |
| Produktion                   | 20              | 16              | 147           | 162           |
| Dienstleistung               | 53              | 42              | 240           | 190           |

1) Betriebe mit Fläche in den Jahren 2010 und 1999
| In der Gemeinde leben 587 Erwerbstätige. Davon arbeiten 113 in der Gemeinde und 474 pendeln aus. Der lokale Arbeitsmarkt beschäftigt 396 Personen, sodass 283 Personen von anderen Gemeinden einpendeln (Stand 2011). In der Gemeinde befinden sich ein Kindergarten, eine Volksschule und mit dem Marianum eine von der Katholischen Kirche geführte Neue Mittelschule. Über die Burgenland Straße B50 ist Oberpullendorf fünf Kilometer entfernt. | Hier fehlt eine Grafik, die leider im Moment aus technischen Gründen nicht angezeigt werden kann. Wir arbeiten daran! |

## Politik

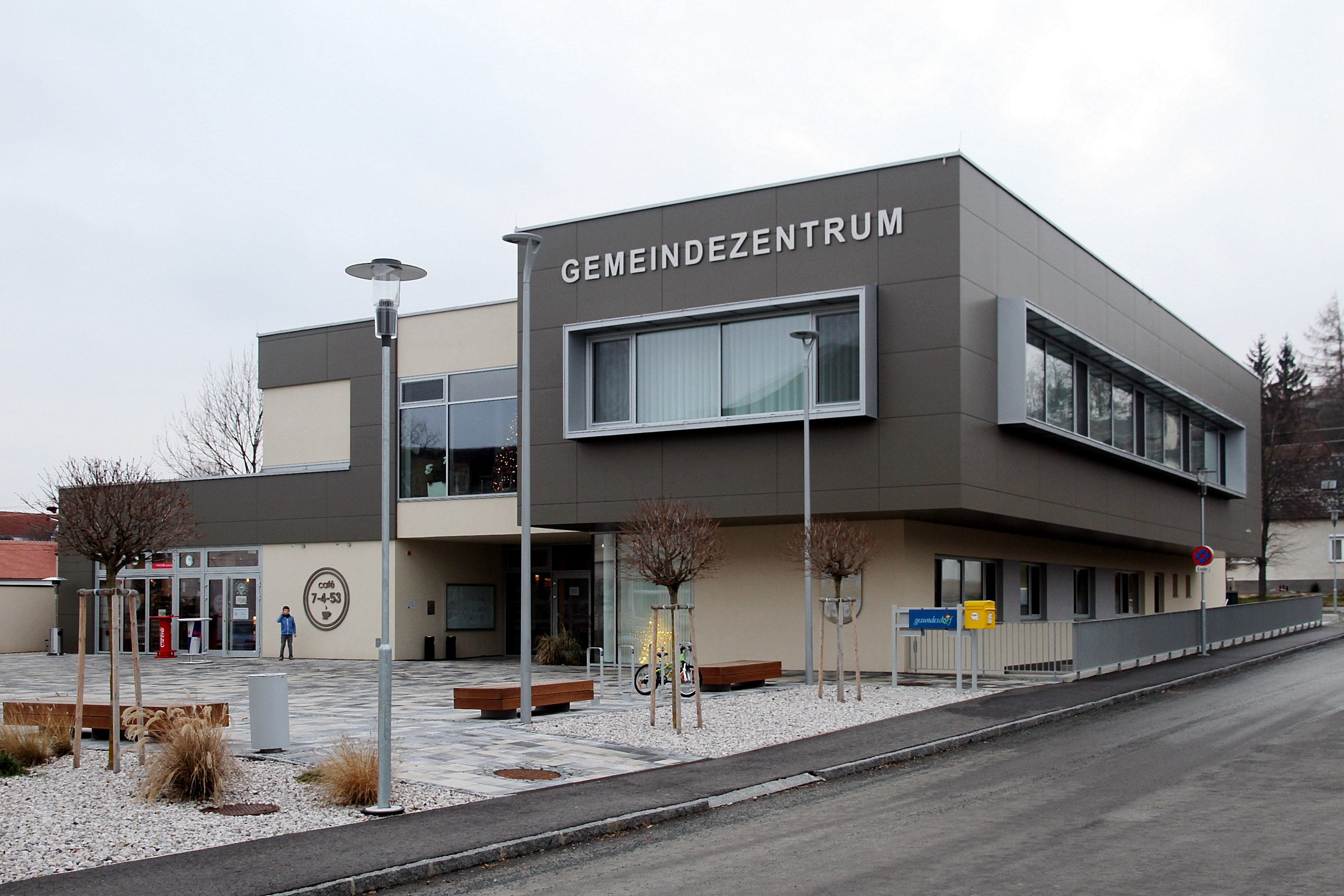
Neues Gemeindeamt Steinberg-Dörfl

### Gemeinderat
Der Gemeinderat umfasst aufgrund der Anzahl der Wahlberechtigten insgesamt 19 Mitglieder.
| Partei          | 2022             | 2022             | 2022             | 2017             | 2017             | 2017             | 2012             | 2012             | 2012             | 2007    | 2007    | 2007    | 2002             | 2002             | 2002             | 1997             | 1997             | 1997             |
| Partei          | Sti.             | %                | M.               | Sti.             | %                | M.               | Sti.             | %                | M.               | Sti.    | %       | M.      | Sti.             | %                | M.               | Sti.             | %                | M.               |
| --------------- | ---------------- | ---------------- | ---------------- | ---------------- | ---------------- | ---------------- | ---------------- | ---------------- | ---------------- | ------- | ------- | ------- | ---------------- | ---------------- | ---------------- | ---------------- | ---------------- | ---------------- |
| SPÖ             | 618              | 60,59            | 12               | 511              | 52,46            | 10               | 549              | 54,79            | 10               | 521     | 51,28   | 10      | 364              | 39,18            | 8                | 358              | 41,97            | 8                |
| ÖVP             | 371              | 36,37            | 7                | 463              | 47,54            | 9                | 453              | 45,21            | 9                | 409     | 40,26   | 8       | 536              | 57,70            | 11               | 421              | 49,36            | 10               |
| FPÖ             | 31               | 3,04             | 0                | nicht kandidiert | nicht kandidiert | nicht kandidiert | nicht kandidiert | nicht kandidiert | nicht kandidiert | 12      | 1,18    | 0       | 29               | 3,12             | 0                | 74               | 8,68             | 1                |
| Grüne           | nicht kandidiert | nicht kandidiert | nicht kandidiert | nicht kandidiert | nicht kandidiert | nicht kandidiert | nicht kandidiert | nicht kandidiert | nicht kandidiert | 74      | 7,28    | 1       | nicht kandidiert | nicht kandidiert | nicht kandidiert | nicht kandidiert | nicht kandidiert | nicht kandidiert |
| Wahlberechtigte | 1309             | 1309             | 1309             | 1253             | 1253             | 1253             | 1264             | 1264             | 1264             | 1258    | 1258    | 1258    | 1206             | 1206             | 1206             | 1094             | 1094             | 1094             |
| Wahlbeteiligung | 82,89 %          | 82,89 %          | 82,89 %          | 82,76 %          | 82,76 %          | 82,76 %          | 85,28 %          | 85,28 %          | 85,28 %          | 84,82 % | 84,82 % | 84,82 % | 86,32 %          | 86,32 %          | 86,32 %          | 88,21 %          | 88,21 %          | 88,21 %          |

### Bürgermeister
Bei der Wahl 2022 wurde Manfred Schmidt mit 64,62 Prozent der Stimmen im Amt bestätigt.
- bis 2007 Franz Schneller (ÖVP)[12]
- 2007–2021 Klaudia Friedl (SPÖ)[10]
- seit 2021 Manfred Schmidt (SPÖ)[14]

## Persönlichkeiten

### Söhne und Töchter der Gemeinde
- Alois Stimakovits (1897–1961), Maurermeister und Politiker (ÖVP)
- Ludmilla Martinkovics (* 1935), ehemalige österreichische Politikerin (ÖVP)
- Gabriel Wagner (* 1940), ehemaliger österreichischer Politiker (ÖVP, danach FPÖ)
- Klaudia Friedl (* 1963), Politikerin (SPÖ)
- Florian Janits (* 1998), Automobilsportler

### Personen mit Bezug zur Gemeinde
- Ernst Joseph Görlich (1905–1973), Historiker und Schriftsteller, lebte in Steinberg und hier verstorben.[15]
- Georg Engelits (1872–1936), Geistlicher und Ehrenbürger